# Negobratina
Negobratina (cyr. Негобратина) – wieś w Czarnogórze, w gminie Bijelo Polje. W 2011 roku liczyła 58 mieszkańców.